# 蒙博托主义
蒙博托主义（法語：Mobutisme）是革命人民運動的官方意识形态，也是薩伊的官方意识形态。蒙博托主义中有涉及對蒙博托·塞塞·塞科個人崇拜的內容。革命人民运动是當時薩伊的唯一執政黨。  蒙博托·塞塞·塞科也是一位獨裁者。